# The House That Dirt Built
Albums de The Heavy
Great Vengeance and Furious Fire
(2007)
Singles
The House that Dirt Built est le second album du groupe britannique de rock indépendant The Heavy. Le titre est une référence à la comptine The House That Jack Built.
Tout en poursuivant leur tournée promotionnelle, The Heavy enregistrent un second album, The House That Dirt Built, qui paraît en octobre 2009. Poussé par le single How You Like Me Now?, ce nouvel album confirme le succès de Great Vengeance and Furious Fire. Le 19 janvier 2010, ils font une performance remarquée sur CBS au Late Show with David Letterman, au point que David Letterman a demandé au groupe de jouer une nouvelle fois How You Like Me Now?. C'était la première fois que Letterman demandait un rappel au cours de son émission. Ce morceau est également choisi par le constructeur automobile Kia pour illustrer leur spot publicitaire lors du Super Bowl 2010 le 7 février.
Le titre Short Change Hero est par ailleurs utilisé comme bande son du générique de la série britannique Strike Back. Il est également présent dans la vidéo d'introduction du jeu Borderlands 2, tandis que le titre How You Like Me Now? est utilisé dans les crédits de ce dernier.

## Liste des chansons
Toutes les chansons sont écrites et composées par The Heavy.
| 1.    | The House That Dirt Built | 0:19 |
| 2.    | Oh No! Not You Again!!    | 1:54 |
| 3.    | How You Like Me Now?      | 3:38 |
| 4.    | Sixteen                   | 3:02 |
| 5.    | Short Change Hero         | 5:22 |
| 6.    | No Time                   | 4:31 |
| 7.    | Long Way from Home        | 3:19 |
| 8.    | Cause for Alarm           | 4:44 |
| 9.    | Love Like That            | 2:39 |
| 10.   | What You Want Me to Do?   | 3:23 |
| 11.   | Stuck                     | 5:26 |
| 38:06 |                           |      |